# 永康 (晋)
永康（えいこう）は、西晋の元号。恵帝の治世に使われた。300年 - 301年。

## 出来事
- 2年正月：恵帝は帝位を司馬倫に奪われ、幽閉される。
- 2年4月：恵帝が解放されて復位し、元号を改めた。

## 西暦との対照表
| 永康 | 元年  | 2年   |
| 西暦 | 300年 | 301年 |
| 干支 | 庚申  | 辛酉  |

## 他元号との対照表
| 永康   | 元年   | 2年    |
| 趙廞   | 太平元 | 太平2  |
| 司馬倫 | -      | 建始元 |